# 美洲乳齒象
美洲乳齒象（Mammut americanum）是北美洲已滅絕的乳齒象，其化石分佈在阿拉斯加至新英格蘭，並美國的科羅拉多州至加利福尼亞州南部。牠生存在370萬年前，並於公元前8000年滅絕。

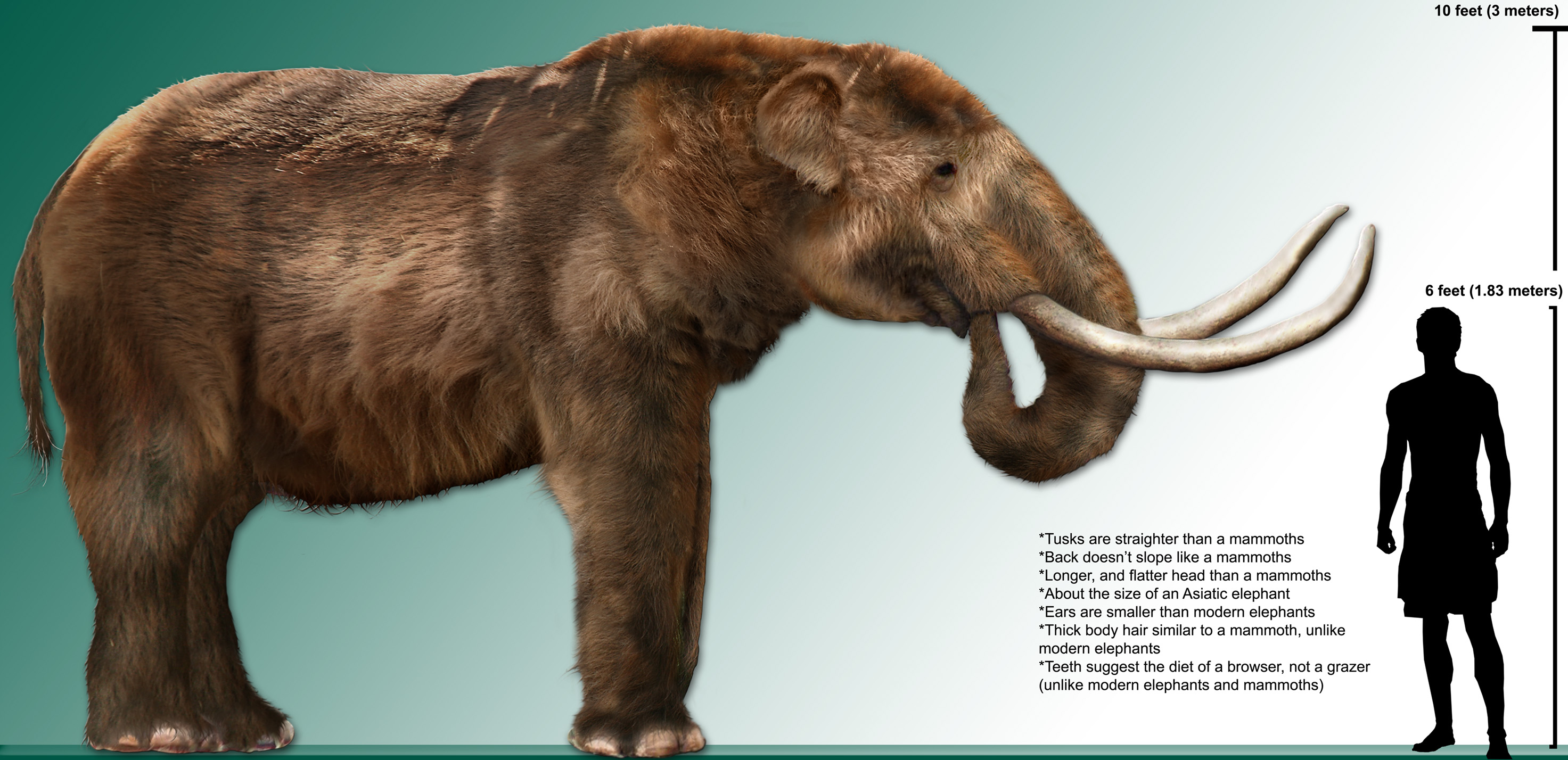
美洲乳齒象的重建。